# Komelj (priimek)
Komelj je priimek v Sloveniji, ki ga je po podatkih Statističnega urada Republike Slovenije na dan 1. januarja 2010 uporabljalo 20 oseb.

## Znani nosilci priimka
- Bogo Komelj (1915—1981), knjižničar, publicist, kulturnik
- Ivan Komelj (1923—1985), umetnostni zgodovinar, kastelolog in konservator
- Janez Komelj, dr. zavarovalništva?
- Matej Komelj (*1971), fizik
- Miklavž Komelj (*1973), umetnostni zgodovinar, pesnik, zasebni raziskovalec, publicist, prevajalec
- Milček (Bogomil) Komelj (*1948), umetnostni zgodovinar, likovni kritik, literat, pesnik, akademik
- Saša Prelovšek Komelj, fizičarka
- Talita Sofija Komelj, pevka sopranistka